# District de Nishimatsuura
Le district de Nishimatsuura (西松浦郡, Nishimatsuura-gun) est un district de la préfecture de Saga, au Japon.

## Géographie

### Démographie
Au 1er février 2015, la population du district de Nishimatsuura était de 20 157 habitants répartis sur une superficie de 65,85 km2 (densité de population de 306 hab./km2).

### Communes du district
- Arita